# 1992 Galvarino
1992 Galvarino eller 1968 OD är en asteroid i huvudbältet som upptäcktes den 18 juli 1968 av den båda chilenska astronomerna Carlos R. Torres och S. Cofré på Cerro El Roble. Den har fått sitt namn efter Galvarino en krigare i Araucokriget.
Asteroiden har en diameter på ungefär 9 kilometer och den tillhör asteroidgruppen Eos.